# Abecedni seznam prevodov latinskih izrekov
Ta stran vsebuje prevode pogostih latinskih izrekov urejene po abecedi. Namen strani je olajšati iskanje slovendkih pregovorov, rekov itd., ki so nastali iz latinskih izrekov.

## A
| Prevod                                            | Latinski izrek                               | Razlaga |
| ------------------------------------------------- | -------------------------------------------- | --- |
| Adam, prvi človek, je vse izgubil zaradi jabolka. | Adam, primus homo, bona perdidit omnia pomo. | |
| Ali cesar ali nič (vse ali nič)                   | aut Caesar aut nihil                         | Označuje, da je edina prava možnost biti cesar ali imeti podobno vidno pozicijo. Bolj splošno se izrek nanaša na vse ali nič. Cesar Borgia je izrek sprejel kot osebni moto. |
| Ali ne poskušaj ali pa končaj.                    | Aut non tentaris, aut perfice!               | |
| Ali osvojiti ali umreti (zmaga ali smrt)          | aut vincere aut mori                         | |
| Ali s shodom ali z mečem                          |                                              | Ali z utemeljeno diskusijo ali z vojno. |
| Ali z mirom ali z vojno                           | aut pax aut bellum                           | |
| Argument?                                         | Argumentum?                                  | Dokaži s sklepanjem |

## B
| Prevod                                                   | Latinski izrek                                               | Razlaga                                   |
| -------------------------------------------------------- | ------------------------------------------------------------ | ----------------------------------------- |
| Beraču niso niti sorodniki prijatelji.                   | Mendico ne parentes quidem amici.                            |                                           |
| Besede učijo, zgledi vlečejo.                            | Verba docent, exempla trahunt.                               |                                           |
| Blagor tistemu, ki je daleč od dnevnih trzljajev.        | Beatus ille, qui procul negotiis.                            |                                           |
| Blagor ubogim na duhu                                    | Beati pauperes spiritu                                       | Jezusova pridiga na gori                  |
| Blažji je udarec zla, na katerega se je vnaprej mislilo. | Praecogitati mali mollis ictus venit.                        |                                           |
| Ut ameris, amabilis esto.                                |                                                              |                                           |
| Bodi najbližji dobrim, če ne moreš biti najboljši.       | Proximus esto bonis, si non potes optimum esse.              |                                           |
| Bodi previden!                                           | Cura, ut valeas!                                             |                                           |
| Bodi vsaj dober, če ne moreš biti pameten.               | Esto bonus saltem, si non potes esse peritus.                |                                           |
| Bodi zadovoljen s svojo usodo.                           | Gaude sorte tua!                                             |                                           |
| Bog je počasen, vendar dosegljiv.                        | Deus non est velox ad poenam.                                |                                           |
| Bog je v nas in mi se grejemo z njegovo pobudo.          | Est deus in nobis, agitante calescimus illo.                 |                                           |
| Bog modro skriva prihodnost v temni noči.                | Prudens futuri temporis exitum caliginosa nocte premit deus. |                                           |
| Bogastvo ne odžene smrti.                                | Mors non curat munera.                                       |                                           |
| Bogat je tisti, ki ima toliko, da si nič več ne želi.    | Dives est, cui tanta possessio est, ut nihil optet ampilus.  |                                           |
| Bogat je tisti, ki je zadovoljen s svojo usodo.          | Is dives vocatur, qui sua sorte contentus est.               |                                           |
| Bogataš je vsakemu všeč, siromak je povsod preziran.     | Dives ubique placet, pauper ubique iacet.                    |                                           |
| Bogovi nas ljudi mečejo kot žoge.                        | Di nos quasi pilas homines habent.                           |                                           |
| Bogovi so dali pobožnim boljše.                          | Di meliora piis dent.                                        |                                           |
| Bojim se Danajcev, tudi če prinašajo darila              | Timeo Danaos et dona ferentes                                | (Vergil, Enej, 2, 49)                     |
| Bolje je prehiteti kot biti prehiten.                    | Praevenire melius est quam praeveniri.                       |                                           |
| Boljše je dobro ime kot veliko bogastvo.                 | Melius est nomen bonum, quam divitae multae.                 |                                           |
| Boljše se je spotakniti z nogami kot z jezikom.          | Satius est pedibus labi quam lingua.                         |                                           |
| Bori se možato, prenašaj potrpežljivo.                   | Certa viriliter, sustine patienter.                          |                                           |
| Brada ne naredi filozofa.                                | Barba non facit philosophum.                                 |                                           |
| Brez dela ne bo kruha v [tvojih] ustih.                  | Sine labore non erit panis in ore.                           | V slovenščini pregovor Brez dela ni jela. |
| Brez dela ni jela.                                       | Sine labore non erit panis in ore.                           |                                           |
| Brez napora ni znanosti.                                 | Di scentias laboribus vendunt.                               |                                           |

## D
| Prevod                                                                              | Latinski izrek                                                                   | Razlaga |
| ----------------------------------------------------------------------------------- | -------------------------------------------------------------------------------- | ------- |
| Dokler boš srečen boš naštel veliko prijateljev, če pa pridejo oblačni časi boš sam | Donec eris felix multos numerabis amicos, tempora si fuerint nubilia solus eris. |         |

## R
| Prevod                       | Latinski izrek                 | Razlaga |
| ---------------------------- | ------------------------------ | ------- |
| Obnavljanje je mati modrosti | Repititio est mater studiorum- |         |